# Giancarlo Siani
Giancarlo Siani (* 19. September 1959 in Neapel; † 23. September 1985 ebenda) war ein italienischer Journalist. Er war Gerichtsreporter in Neapel und wurde von der Camorra, der neapolitanischen Verbrecherorganisation, getötet.

## Leben

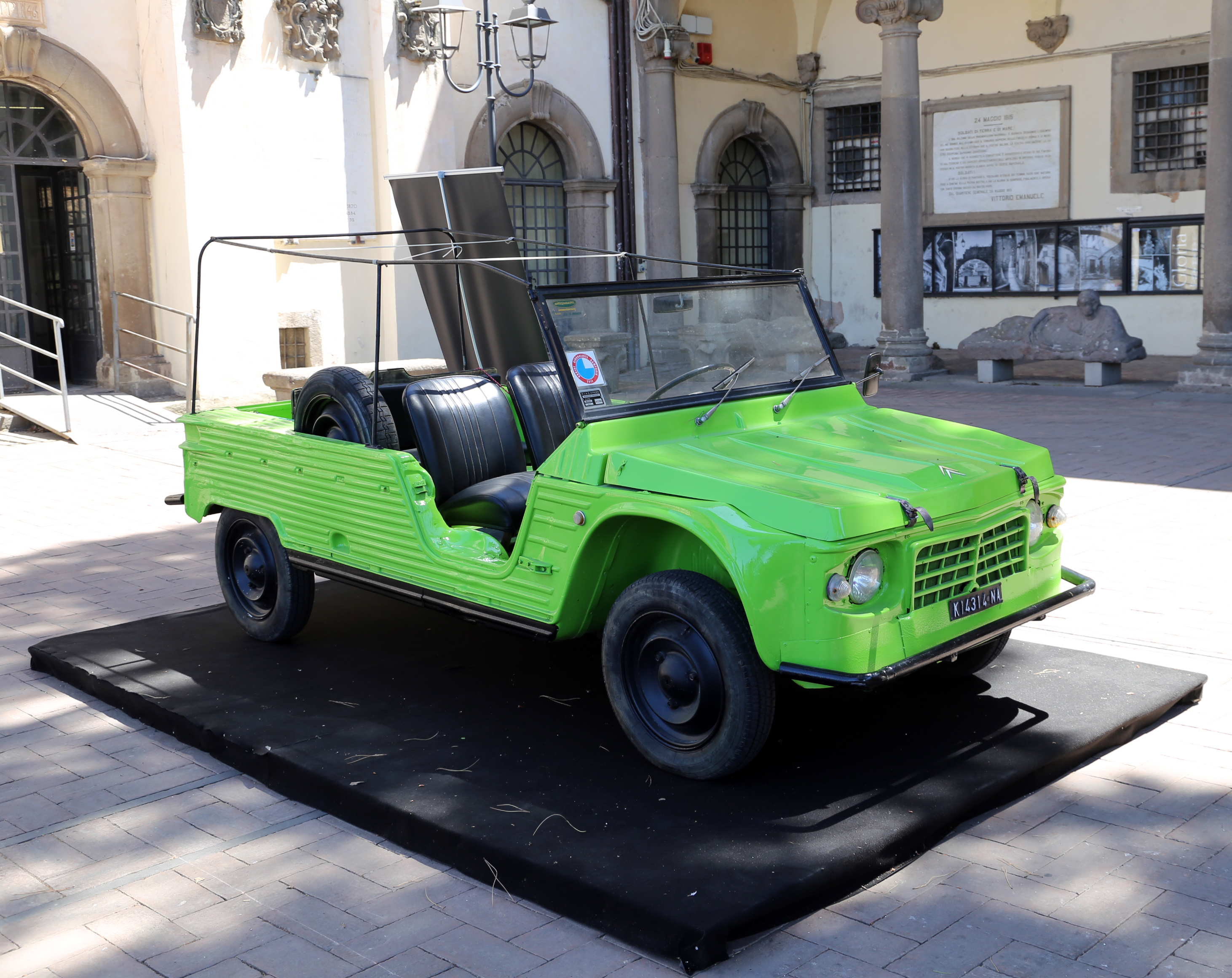
Original car where Siani was killed on September 23rd 1985

Giancarlo Siani wurde in Neapel geboren.
Siani begann für das Magazin Osservatorio sulla camorra und später als Korrespondent für Il Mattino, die bedeutendste Zeitung Neapels, zu arbeiten. Ihm wurde die Aufgabe des Lokalredakteurs von Castellammare di Stabia übertragen. Er schrieb Artikel über die Verbindungen zwischen dem organisierten Verbrechen, Politikern und die Vergabeordnung für Bauleistungen.
Siani wurde am 23. September 1985 in seinem Citroën Méhari mit Cabrioverdeck in Neapel, bevor er sein Apartment erreichte, durch die Camorra exekutiert. Ein Todeskommando von mindestens zwei Männern führte das Attentat aus, sie schossen ihm zehn Mal in den Kopf mit 7,65-mm-Munition aus mindestens zwei Beretta-Pistolen. Die Killer entkamen auf einem Motorrad. Zu dieser Zeit führte Siani Nachforschungen über einen ihrer Anführer, Valentino Gionta. Gionta war der Boss des Gionta-Clans, eines Camorra-Clans, der seinen Sitz in Torre Annunziata hatte und den Zigarettenschmuggel kontrollierte, der von seinem Verbündeten Lorenzo Nuvoletta, dem Chef des Nuvoletta-Clans, verhaftet wurde, weil Nuvoletta offenbar seinen Krieg mit seinem Rivalen Antonio Bardellino, dem Chef der Casalesi, beenden wollte. Dann erzählte Siani, dass Gionta verraten wurde und Nuvoletta beschloss, den Mord an Siani zu befehlen.